# ریچارد آدای
ریچارد آدای (انگلیسی: Richard Addai؛ زادهٔ ۲۷ ژوئیهٔ ۱۹۸۶) بازیکن فوتبال اهل غنا است که آخرین بار در پست مهاجم برای تیم آدوانا استارز در لیگ برتر فوتبال غنا بازی کرد.